# Cobridge
Cobridge is een buurt in Stoke-on-Trent, de grootste stad in het Engelse graafschap Staffordshire. Op een kaart uit 1775 staat het dan nog goeddeels onbebouwde gebied aangegeven als Cow Bridge, gelegen halverwege aan de weg tussen Burslem en Hanley, de twee belangrijkste kernen die samen met enkele naburige plaatsen in 1910 de fusiegemeente Stoke-on-Trent vormden.
Naarmate er meer huizen gebouwd werden en Cobridge meer een dorp werd, overvleugelde het de nabijgelegen nederzetting Rushton, die in het Doomsday Book van 1086 wordt vermeld als Risetone maar thans geheel verdwenen is.
De bevolkingsgroei in de 19e eeuw was in 1845 aanleiding om Cobridge in te richten als parish, traditioneel gericht op Burslem. In 1839 werd de Anglicaanse Christ Church met ongeveer 560 zitplaatsen in een eenvoudige neogotische stijl gebouwd door architect Lewis Vulliamy. Sinds de 18e eeuw is er ook een rooms-katholieke gemeenschap. In 1848 waren er 1584  inwoners, in 1870 bedroeg het inwonertal 3378 en het aantal huizen 657.
Vanaf de aanleg van de Potteries Loop Line in de jaren 1870 tot aan de sluiting van de lijn in 1964 was er een Cobridge railway station.
De Engelse schrijver Arnold Bennett, geboren in Hanley, woonde vanaf zijn 14e in 1881 tot 1888 in een huis dat in opdracht van zijn vader was gebouwd aan Waterloo Road. In zijn roman Hilda Lessways uit 1911 figureert Cobridge onder de naam Bleakbridge.